# Pseuderos nigripes
Pseuderos nigripes är en skalbaggsart som först beskrevs av Jordan 1894.  Pseuderos nigripes ingår i släktet Pseuderos och familjen långhorningar.
Artens utbredningsområde är:
- Gabon.
- Ghana.

Inga underarter finns listade i Catalogue of Life.